# Makai Endre (orvos)
Makai Endre, születési és 1898-ig használt nevén Braun Endre (Temesvár, 1884. január 3. – Budapest, 1972. január 30.) sebészorvos, Makai Emil unokaöccse, Fischer Antal Enoch rabbi unokája.

## Élete
Apja Braun János, az Első Magyar Biztosító Társaság főkönyvelője, anyja Fischer Rozália (1858–1908). Tanulmányait a Budapesti Tudományegyetem Orvosi karán végezte, ahol 1906-ban avatták orvosdoktorrá. Már orvostanhallgatóként a budapesti II. számú Kórbonctani Intézet gyakornoka volt, majd tanulmányai végeztével ugyanitt tanársegéd lett és ebben a minőségben Pertik Ottó professzor helyettese. 1908 és 1910 között a Dollinger Gyula által irányított budapesti I. számú Sebészeti Klinikán dolgozott alorvosként, s ekkoriban nyerte el a műtői oklevelet. 1910-ben került a Szent Rókus Kórházba, ahol alorvosként Herczel Manó osztályán működött. 1912-ben – az első Balkán-háború idején – sebészcsoportot vezetett, illetve hadikórházat szervezett Belgrádban és Kraljevóban.
Az első világháború alatt katonaorvos volt. 1917-től az Állami Gyermekmenhely sebész főorvosa volt 1944-ig, amikor politikai okokból eltávolították állásából. A Tanácsköztársaság alatti szerepvállalása miatt kizárták az Orvosegyesület és a Sebésztársaság tagjainak sorából, ezért tudományos tevékenységet elsősorban külföldön folytatott. 1930-ban a New York-i Brooklyn Hospital munkatársa volt. A Német Sebésztársaság (Deutsche Gesellschaft für Chirurgie) tagjai közé választotta. A második világháború után azonban hazájában is megkapta a korábban mellőzött elismerést. A heveny sebészeti megbetegedésekről, különös tekintettel a sérülésekre című tárgykörből magántanári képesítést nyert. 1948-ban kinevezték az Igazságügyi Orvosi Tanács tagjának és a Sebész Szakcsoport (később Magyar Sebész Társaság) elnökévé választották.
1949-ben a tudományos kutatás és a tudományos szakirodalom művelése terén szerzett érdemei elismeréséül rendkívüli egyetemi tanári címet kapott. 1948 és 1961 között a Fehér Kereszt Kórház főorvosa volt. Tagja volt az Orvosok Lapja szerkesztőbizottságának. Halálát keringési elégtelenség okozta.
Fő kutatási területe a heveny hashártyagyulladás gyógyítása, az idegvarratok problémái. Elsőként ajánlotta fagyás esetében a szimpatikus idegrostok kiiktatását. Elsőként írta le a lipogranulomatosis subcutanea kórképét, amelyet külföldön róla neveztek el.
Házastársa Garay Erzsébet, Elza (1883–1956) volt, Garay Sámuel és Polnai Vilma lánya, akit 1914. december 29-én Budapesten, a Ferencvárosban vett nőül.

## Főbb művei
- A lép szerepe heveny fertőzésekben (Orvosi Hetilap, 1916, 26.)
- Ergebnisse der allgemeinen Pathologie (Budapest, 1913)
- Néhány megjegyzés a sérüléses, úgynevezett „álaneurysmák“-ról (Orvosi Hetilap, 1915, 42.)
- Érdekesebb sérülések, úgynevezett álaneurysma esetek a sebészi megoldás módjainak megvilágítására (Budapest, 1916)
- Az izomműködés helyreállásáról folytonosságukban megszakított idegeken végzett műtétek után (Budapesti Orvosi Újság, 1916, 50.)
- Vérzéscsillapítás szabad izomdarabokkal (Orvosi Hetilap, 1917, 46.)
- A csont- és izületi tuberkulózis korai felismerésének és kezelésének alapelvei (Orvosok Lapja, 1946, 3.)